# Paradrypetes ilicifolia
Paradrypetes ilicifolia là một loài thực vật có hoa trong họ Rhizophoraceae. Loài này được Kuhlm. mô tả khoa học đầu tiên năm 1935.